# Lipsko
Pour les articles homonymes, voir Lipsko (homonymie).
Lipsko (prononciation : [ˈlʲipskɔ]) est une ville polonaise de la voïvodie de Mazovie dans le centre-est de la Pologne.
Elle est située à environ 127 kilomètres (156 kilomètres par la route) au sud de Varsovie, capitale de la Pologne
Elle est le siège administratif (chef-lieu) de la gmina et le powiat de Lipsko.

## Histoire
Lipsko est établi en tant que village au XVIe siècle.

Il obtient le statut de ville en 1613.
De 1975 à 1998, la ville appartenait administrativement à la voïvodie de Radom.

Avant 1975, la ville était dans la voïvodie de Kielce.